# Svend Åge Madsen - at fortælle menneskene
Svend Åge Madsen - at fortælle menneskene er en portrætfilm for den danske forfatter Svend Åge Madsen fra 2002 instrueret af Christian Braad Thomsen.

## Handling
Svend Åge Madsen - at fortælle menneskene er en litterær film om et litterært menneske. Den består af forfatterens egne ord, men er også visuelt varieret. Der veksles mellem nutidige optagelser og flash-backs til tv-optagelser med ham gennem 25 år - samt optagelser af en lidt underlig togpassager, der til forveksling ligner Madsen. Forfatteren mener ikke, vi har en fast identitet, men at vi er mindst 34 forskellige personer alt efter, hvilken sammenhæng vi optræder i. Men omvendt mener han ikke, at vi spiller roller - for det ville antyde, at der findes én person bag rollerne. Også filmens instruktør medvirker i en lille autentisk scene, fordybet i forfatterens roman Dage med Diam om mennesker og situationer, der deler sig og spaltes i deres modsætninger.